# Chiesa di Maria Santissima Assunta (Tusa)
La chiesa di Maria Santissima Assunta è la chiesa madre di Tusa.

## Storia

### Epoca spagnola
Il tempio fu edificato nel Cinquecento nella parte alta del paese, presso la torre civica e la piazza principale. Qui sorgeva il Palazzo, fortificato e comprendente l'attuale torre civica, sede del "capitano" e delle guardie. Nel cortile del palazzo, corrispondente all'odierna piazza principale si apriva la cappella dedicata alla Madonna delle Grazie, che custodiva un dipinto della Madonna su ardesia, verosimilmente risalente alla scuola di Antonello da Messina.
Nel Cinquecento la vecchia chiesa matrice di San Nicola era divenuta ormai insufficiente e si decise di demolire il palazzo per la costruzione di una nuova chiesa. Nel 1538 prese avvio l'erezione con l'ampliamento della cappella del palazzo. Contemporaneamente furono edificate la Cappella del Santissimo Sacramento, la Cappella del Santissimo Rosario e la Cappella delle Anime del Purgatorio, ambienti gestiti dalle confraternite omonime. Le cappelle furono successivamente integrate nella chiesa principale.
La chiesa fu danneggiata dal terremoto del Val di Noto del 1693. Nel 1736 le strutture danneggiate furono demolite, la progettazione e la  ricostruzione del luogo di culto, di maggiori dimensioni, fu affidata all'architetto palermitano Francesco Ferrigno.
La nuova chiesa fu riaperta al culto nel 1754, anno in cui fu costruita la sacrestia. Nel 1778 perfezionata e completa di tutti gli altari e del pavimento di marmo, fu consacrata a Maria Santissima Assunta.

### Epoca contemporanea
Prima del 1940 nella piazza esisteva una vasca protetta da un'inferriata, dove era collocata la statua di Claudio Pulcro, rinvenuta ad Alesa, oggi nel Museo Antiquarium Badia di Tusa Centro. Una copia di tale vasca è stata ricostruita negli anni 2000.
Negli anni sessanta sacerdoti di turno provvedevano a fare scomparire un prezioso pulpito in legno ed un favoloso organo a canne di cui era dotata la chiesa.

## Esterno
La facciata è rimasta incompiuta e il progetto in origine prevedeva due ordini. All'ingresso principale è stato ricollocato il primitivo portale in stile gotico rimaneggiato e ampliato. L'ingresso sul lato meridionale è stato ornato con il vecchio portale d'accesso alla Cappella delle Anime del Purgatorio. La prevista cupola non fu realizzata per protesta sulla mancata attribuzione della sede vescovile a Tusa.

## Interno
L'edificio presenta una pianta basilicale a tre navate, con tre absidi e transetto che riutilizzarono parzialmente le strutture indenni della chiesa precedente. nel 1777 il pittore Michele Calabrò ricevette l'incarico d'abbellire la volta del coro e l'altare maggiore con un dipinto raffigurante l'Assunzione. All'interno le navate sono separate da colonne su due ordini con archi a tutto sesto. La navata centrale è coperta da una volta a botte lunettata, le navate laterali da volte a crociera. Furono ricostruite ad un livello più alto anche le primitive cappelle mentre gli spazi sottostanti adibiti a cripta.

### Navate
- Cappella del Santissimo Sacramento: l'ambiennte conserva un altare intarsiato di Salvatore Allegra, del 1782, arricchito da elementi d'argento. Una balaustra in marmo limita l'ingresso e le pareti sono decorate a stucco.
- Cappella del Santissimo Rosario: ambiente ubicato all'estremità del transetto. Sulla mensa dell'altare la statua lignea raffigurante la Vergine, opera di Simeone Li Volsi realizzata nel 1632.
- Cappella del Santissimo Crocifisso: l'ambiente ospita un altare in marmo acquistato a Messina dopo il terremoto del 1908. Vi si conserva la statua in marmo, attribuita al Gagini del 1472, raffigurante la Madonna della Mercede.
- Cappella delle Anime del Purgatorio: l'ambiente custodisce il quadro raffigurante le Anime del Purgatorio opera di Giuseppe Salerno lo Zoppo di Gangi, dipinto su tela realizzato nel 1624.
- Cappella dei santi Cosma e Damiano: protettori dei padri altaristi. L'ambiente presenta il dipinto opera di Francesco Bonomo del 1783.
- Cappella della Madonna della Mercede: l'ambiente ospita una statua di marmo scolpita nel 1472 ed attribuita al Gagini. Sopra la porta laterale, è collocato il dipinto su ardesia raffigurante la Madonna delle Grazie, proveniente dalla cappella nel cortile del Palazzo.

Nella chiesa si conserva la reliquia di Santa Rosalia, donata alla comunità di Tusa dall'arcivescovo di Palermo nel 1625 Giannettino Doria.

### Presbiterio
Sull'altare maggiore fu collocato un trittico marmoreo del 1525, attribuito al Gagini, proveniente dalla chiesa di Santa Lucia. In una nicchia dietro l'altare fu collocata la statua lignea della Madonna Assunta o Immacolata, scolpita da Simeone Li Volsi nel 1644. Lo stesso artista realizzò le sculture in gesso di santi e profeti che ornano le pareti del coro.

## Cripta
Sotto il coro fu ricavata una cripta, in seguito l'area fu estesa alla superficie pari a quelle delle cappelle sovrastanti. Tutti gli ambienti ipogei furono adibiti a sepolture.